# Nabemono

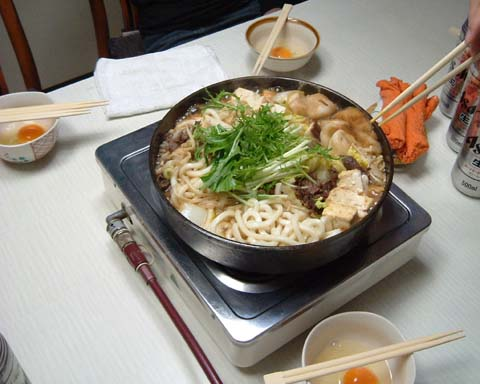
Sukiyaki in einem Donnabe

Nabemono (jap. 鍋物 oder なべ物) ist allgemein ein Eintopf (genauer Feuertopf oder Brühfondue) der japanischen Küche. Nabe (鍋) bedeutet „Kochtopf“. Traditionell war dies ein Tontopf, der über offenem Feuer kochte. Kochfeuer sind im modernen Japan selten geworden, aber der traditionelle tönerne Nabe wird weiter für Eintopfgerichte verwendet. Mono (物) bedeutet „Ding“, „Sache“ oder „Gegenstand“. Nabemono bedeutet also, dass Zutaten zusammen in einem Nabe-Topf gekocht werden (ebenso nimono, 煮物 – Gekochtes und yakimono, 焼き物 – Gegrilltes). Der Begriff Nabemono wird oft auch als nabe abgekürzt.

## Allgemeines
Die meisten Nabemono sind Eintöpfe und Suppen, die im Herbst und den kalten japanischen Wintern serviert werden, also in Jahreszeiten mit kühlen Temperaturen. Im modernen Japan werden die Nabemono auf dem Esstisch mit einem tragbaren Gaskocher (ガスコンロ, gasu konro), den die meisten Japaner besitzen, warmgehalten. Das Gericht wird am Tisch zubereitet, und die Esser können die Zutaten selbst auswählen, die sie aus dem Topf haben wollen. Wenn die Zutaten gar sind, holt man sie heraus und isst sie mit etwas Sauce oder Dip, oder tunkt die Zutaten in geschlagenes rohes Ei ein. Der Gaskocher hält die Zutaten beim Essen warm. Während des Essens können auch weitere Zutaten hinzugegeben und gekocht werden. Dabei nimmt man meist einen Topf aus Ton (donabe, 土鍋 ‚Tontopf‘), alternativ kann der Kochkopf auch aus Gusseisen bzw. Eisen (tetsunabe, 鉄鍋 ‚Eisentopf‘) bestehen.
Das gemeinsame Essen wird als wichtiger Bestandteil von Nabemono gesehen; viele Japaner sind der Ansicht, dass gemeinsames Essen aus einem Topf die Freundschaft zueinander stärkt und einen Band zwischen den Beteiligten knüpft. Die Japaner sagen auch Nabe o kakomu (鍋を囲む, etwa „den Eintopf umlagern, um den Topf herum sitzen“), um zu sagen, dass gemeinsames Essen von Nabemono herzliche Beziehungen zwischen den Essenden schafft, die aus dem gemeinsamen Topf essen.
Bei der Zubereitung eines Nabemono-Gerichts („Feuertopfgericht nach Japanischer Art“) ist der sogenannte nabe bugyō (鍋奉行 ‚Ausführender am Nabe-Kochtopf‘) für das Garen der Zutaten zuständig. Er bestimmt daher die Reihenfolge der Zutaten beim Kochen und das Servieren bzw. die Verteilung an den Anwesenden am Tisch.

## Verschiedene Varianten
Das beliebteste Nabemono heißt Yosenabe (寄せ鍋). Yose (寄せ) heißt etwas „zusammentun, zusammenbringen, versammeln oder näher kommen“. Der Name bedeutet also, dass verschiedene Zutaten wie z. B. Fleisch, Fisch, Ei, Tofu und Gemüse alle im Topf zusammentun und kochen. Yosenabe werden meist auf Basis einer Brühe von Miso oder Sojasauce hergestellt.
Auch Sukiyaki (鋤焼), Shabu shabu (しゃぶしゃぶ), Oden (おでん) oder Motsunabe (もつ鍋) sind Nabemono-Gerichte (鍋料理 nabe ryōri, deutsch ‚Eintopfgericht‘) der japanischen Küche.
Ein anderes beliebtes Nabemono ist Chankonabe (ちゃんこ鍋). Diese Variante wurde ursprünglich nur den Sumo-Ringern serviert. Chankonabe besteht aus mehr Zutaten als andere Nabemono, da es entwickelt wurde, damit die Sumoringer mehr Gewicht zulegen. Es kann auch Reis (kome, 米) und Nudeln (men, 麺) enthalten. In Sumokreisen bezieht sich chanko (ちゃんこ) auf die Nahrung für die Sumoringer.
Hitori-nabe (一人鍋, „Ein-Personen-Nabe“) wurde bei Singles als ein einfacher Weg zu einem sättigenden und an Gemüse reichhaltigen Essen beliebt. 
Es gibt in den verschiedenen Regionen Japans lokale Varianten von Nabemono:
- Insel Hokkaidō:
  - Hokkaidō: Ishikari-nabe (石狩鍋) – Zutaten: Lachsrogen (ikura), Winterrettich (daikon), Tofu, Konnyaku (Block aus verarbeitetem Konjakwurzelmehl), Chinakohl (hakusai), Kartoffeln (jagaimo), Lauchzwiebeln (negi), Kronenwucherblumen (shungiku), Shiitakepilzen (shiitake), Butter (bata)
- Insel Honshū:
  - Region Tōhoku: Kiritampo-nabe (きりたんぽ鍋) – Zutaten: Kiritampo (regionale Reisspezialität), Huhn (niwatori), Große Klette (gobō), Japanische Petersilie (mitsuba), Winterzwiebeln, dünngeschnitter Konnyaku
  - Region Kantō: Hōtō-nabe (ほうとう鍋 oder 餺飥鍋) – Zutaten: Kürbis (kabocha), Chinakohl, Karotten (kyarotto), Taro (sato imo), Hōtō-Nudeln (ほうとう oder 餺飥).
  - Region Chūetsu: Momiji-nabe (もみじ鍋 oder 紅葉鍋) – Zutaten: Hirschfleisch (momiji), Große Klette, Shiitakepilze, Winterzwiebeln, Konnyaku, Tofu, grünes Gemüse
  - Region Kansai: Udon-suki (うどんすき) – Zutaten: Udon-Nudeln (udon), Huhn, Garnelen (ebi), Meeraal (anago), Venus- (hamaguri) oder Jakobsmuscheln (hotate gai), Kamaboko, Tofublätter (yuba), Karotten, Taro, Chinakohl, Winterrettich, Winterzwiebeln, Japanische Petersilie, verschiedene Shimeji-Pilze (shijimitake)[Anm. 1][1][2][3][4][5] und Shiitakepilze.[6][7][8]
  - Region Chūgoku: Fuguchiri (ふぐちり oder 河豚ちり) – Zutaten: Scheiben von Fugu, Chrysanthemen, Chinakohl.
- Insel Shikoku:
  - Region Shikoku: Benkei no najiru (弁慶の菜汁)[Anm. 2] – Zutaten: Ente (kamo), Huhn, Rind (gyū), Schwein (buta), Wildschwein (botan), Winterrettich, Karotten, Japanischer Salat (mizuna)[Anm. 3], Knoblauch oder Lauch (hiru)[Anm. 4] und Knödel aus Buchweizen (soba) und Reis
- Insel Kyūshū:
  - Region Kyūshū: Mizutaki (水炊き)[Anm. 5] – Zutaten: Huhn, Tofu, Große Klette, Shiitakepilze, Früchte des Zürgelbaumes, Nudeln aus Bohnenstärke, Ei, Winterzwiebeln. Im Gegensatz zu anderen Nabemono kommt beim Mizutaki Dashi als Grundbrühe zum Einsatz neben dem Geschmack von Hühnerbrühe und Konbu.

## Saucen
Man isst Nabemono gewöhnlich mit einer Sauce (tare, 垂れ ‚Dip‘ – wörtl. „Herunterhängendes“), von der es mehrere Arten gibt. Manche geben ihr weitere Gewürze (yakumi, 薬味) zu, z. B. geriebenen Knoblauch, Butter, roten Pfeffer, eine Mischung aus rotem Pfeffer und anderen Gewürzen, gerösteten Sesam (goma) oder momiji oroshi (紅葉卸し, eine Mischung aus geriebenem Daikon und rotem Pfeffer).
Beispiele dafür sind:
- Ponzu: Aus Sojasauce, Bitterorangensaft, süßem Sake und Dashi.
- Gomadare (Sesamsauce): Sesamsauce wird meist aus geriebenen Sesamsamen, Sojasauce, Dashi, Sake und Zucker hergestellt.
- geschlagenes rohes Ei. Das Ei stockt an den heißen Zutaten.